# Thorndike
Thorndike és una població dels Estats Units a l'estat de Maine (EUA). Segons el cens del 2000 tenia 712 habitants.

## Demografia
Segons el cens del 2000, Thorndike tenia 712 habitants, 279 habitatges, i 201 famílies. La densitat de població era de 10,9 habitants/km².
Dels 279 habitatges en un 33% hi vivien nens de menys de 18 anys, en un 59,5% hi vivien parelles casades, en un 8,6% dones solteres, i en un 27,6% no eren unitats familiars. En el 19,7% dels habitatges hi vivien persones soles el 6,8% de les quals corresponia a persones de 65 anys o més que vivien soles. El nombre mitjà de persones vivint en cada habitatge era de 2,54 i el nombre mitjà de persones que vivien en cada família era de 2,89.
Per edats la població es repartia de la següent manera: un 24,7% tenia menys de 18 anys, un 8,1% entre 18 i 24, un 29,2% entre 25 i 44, un 26,7% de 45 a 60 i un 11,2% 65 anys o més.
L'edat mediana era de 37 anys. Per cada 100 dones de 18 o més anys hi havia 95,6 homes.
La renda mediana per habitatge era de 26.786 $ i la renda mediana per família de 29.479 $. Els homes tenien una renda mediana de 24.375 $ mentre que les dones 24.018 $. La renda per capita de la població era de 13.090 $. Entorn del 14,9% de les famílies i el 17,4% de la població estaven per davall del llindar de pobresa.